# Tie and dye (teinture)
Ne doit pas être confondu avec la Teinture par nouage (Tie and dye)
Le tie and dye, en anglais dip dye, est une coloration capillaire qui consiste à tremper les pointes des cheveux dans une teinte, naturelle ou non. Contrairement à l'ombré hair, où les différentes teintes de la couleur créent une transition, le tie and dye se fait sans transition. Le milieu de la chevelure n'est donc pas coloré avec une teinte intermédiaire qui permettrait d'accorder celle des racines et celle des pointes. Cela accentue le contraste entre les deux couleurs.
Cette méthode de coloration des cheveux est devenue de plus en plus populaire via les réseaux sociaux et son adoption par des célébrités,.

## Définition
À l'origine, le terme tie and dye désignait la coloration de textile de manière artisanale par le plongeon du tissu en question dans un bain de coloration,. Ce procédé était très apprécié des hippies dans les années 1960,.
En français, le terme tie and dye désigne la variante utilisant des teintes naturelles comme le blond, alors que dip dye désigne celle usant de couleurs plus artificielles comme le rose par exemple,.

## Galerie

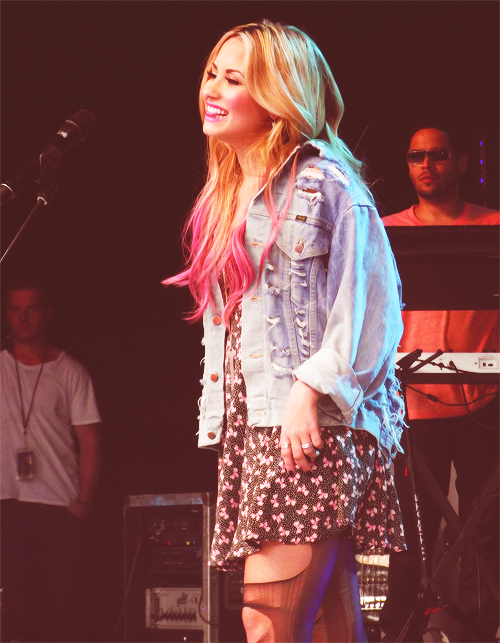
Demi Lovato arborant un dip dye blond-rose.
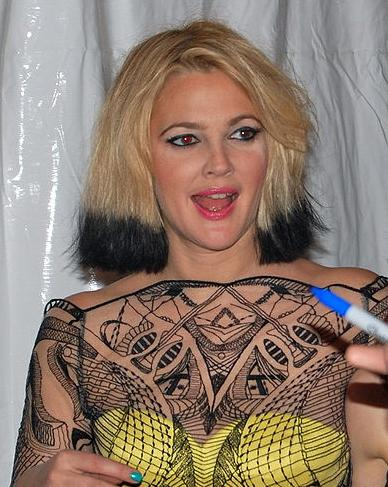
Drew Barrymore arborant un dip dye blond-gris.